# Jacques O'Moran
James O'Moran, né le 1er mai 1739 à Elphin, dans le comté de Roscommon en Irlande et guillotiné le 6 mars 1794 à Paris, est un général de division irlandais de la Révolution française.

## États de service
D’un père cordonnier, O’Moran quitte jeune son pays natal pour la France où il grandit à Morin-la-Montagne avant de s’engager le 15 novembre 1752 comme cadet dans la Brigade irlandaise de Dillon. Ses états de service de service lui valent d’être promu lieutenant en second le 14 janvier 1759.
Ayant servi en Allemagne dans les campagnes de 1760 et 1761, il passe sous-lieutenant le 1er mars 1763, sous-aide-major le 4 février 1769, capitaine le 16 avril 1771, capitaine-en-second le 5 juin 1776, capitaine-commandant le 30 janvier 1778, major le 20 octobre 1779, mestre-de-camp le 24 juin 1780, lieutenant-colonel de Dillon le 9 juin 1785.
Il sert comme commandant dans les tranchées et est blessé au siège de Savannah en septembre 1779. Il appartenait à l’Ordre de Cincinnatus. De 1779 à 1782, il est à la Grenade, aux Indes occidentales, et en Amérique en 1783.
À la Révolution, il est promu colonel du Régiment de Berwick le 25 juillet 1791, puis du Régiment Dillon le 25 août 1791. Il est élevé au grade de maréchal de camp le 6 février 1792. Servant sous Dumouriez en Champagne et en Belgique, il capture Tournai. Le 25 août 1792, il passe lieutenant-général et reçoit en 1793, le commandement du camp de Cassel où se trouve l’armée du Nord chargée de défendre la Flandre face aux Anglais et aux Prussiens.
Arrivé à son poste en avril, O’Moran fait le tour des places fortes placées sous sa responsabilité (Cassel, Bergues, Dunkerque et Bailleul) afin de les mettre en état de défense. Fin 1793, il est commandant du camp de Lille puis commandant général des troupes de Douai à Dunkerque. Sur les représentations de la division Ferrière, et apparemment soupçonné de recevoir de l’or anglais, Le Bas, représentant en mission, avec Duquesnoy, à l’armée du Nord en août 1793, procède à son arrestation et à celle de Richardot.
Après avoir été suspendu, puis jeté en prison, il est déféré sous la Terreur, au Tribunal révolutionnaire de Paris qui le condamne pour trahison « en contrariant les plans au moment de l’exécution ». Il est guillotiné le 16 ventôse An II (6 mars 1794) Place du Trône renversé.

### Sources et bibliographie
- (en) Sidney Lee, The Dictionary of National Biography, vol XIV, New-York, MacMillan, p. 1068.
- Georges Six, Dictionnaire biographique des généraux & amiraux français de la Révolution et de l'Empire (1792-1814), Paris : Librairie G. Saffroy, 1934, 2 vol., p. 266